# Adaptações do Homem-Aranha

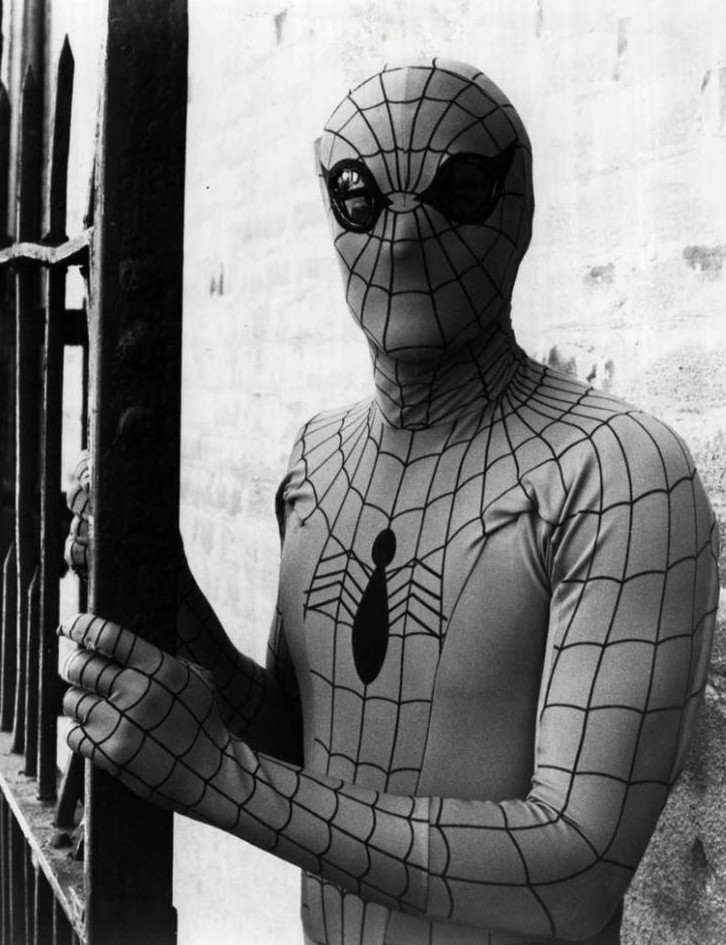
Nicholas Hammond vestido como o super-herói

Homem-Aranha é um super-herói da Marvel Comics que foi adaptado para vários mídias como cinema, televisão, teatro, vídeo-games e livros.

## Séries de desenhos animados
- A primeira aparição de Homem Aranha para uma mídia mais popular foi em sua série animada, Spider-Man (1967-1970), notável por sua animação limitada e uma música-tema presente em diversas outras adaptações.
- Em 1981, mais duas séries animadas, produzidas pelos estúdios da Marvel: Spider-Man (26 episódios), e o mais popular Spider-Man and His Amazing Friends (24 episódios), no qual o herói contracenava com Homem de Gelo e Estrela-de-fogo. Muitas das músicas do segundo programa foram reaproveitadas em outra animação da Marvel, Caverna do Dragão.
- Spider-Man: The Animated Series (1994-1998) foi uma série animada criada seguindo o sucesso do desenho dos X-Men, e que inclusive contou com breves participações dos personagens de X-Men e os desenhos do Quarteto Fantástico e Homem de Ferro da mesma época, além de diversos outros heróis Marvel. Em contraste à maioria dos desenhos retratando o começo da carreira do herói, neste o Aranha já está estabelecido, sendo um jovem adulto que se forma na faculdade e depois se casa com Mary Jane Watson.
- Spider-Man Unlimited (1999): série animada de 13 episódios, na qual o Aranha vai parar na Contra-Terra. Essa série é parcialmente inspirada em Homem-Aranha 2099.[1]
- Spider-Man: The New Animated Series (2003): série animada gerada por computador, de 13 episódios. A continuidade é baseada no filme de Homem-Aranha de 2002.
- The Spectacular Spider-Man (2008-9): uma animação com forte influência da primeira década de quadrinhos, com o Aranha como adolescente. Planejada para durar cinco temporadas, acabou cancelada antes da terceira por problemas legais entre a Disney, que comprou a Marvel durante a segunda temporada, e a Sony, produtora do desenho e detentora dos direitos de adaptação do Homem-Aranha.[2][3][4]
- Ultimate Spider-Man (2012-7): Primeira série criada sob a Disney, teve forte tom cartunesco e cômico. Nela Homem-Aranha é recrutado pela S.H.I.E.L.D. para reforçar seu treinamento heroico, e nesse espírito de universo compartilhado a série também teve conexões com as animações contemporâneas Avengers Assemble, Hulk and the Agents of S.M.A.S.H. e Guardians of the Galaxy.
- Spider-Man (2017-20): Anunciada em outubro de 2016 para substituir Ultimate Spider-Man.[5]
- Spidey and His Amazing Friends (2021): Com um público-alvo infantil, tem conteúdo mais educativo do que de ação. Além de ser a primeira animação 3D do personagem desde 2003, tem o Homem-Aranha dividindo espaço com Miles Morales e Gwen-Aranha.

### Curtas animados
- Homem-Aranha aparece em Lego Marvel Super Heroes: Maximum Overload, com voz fornecida por Drake Bell.
- Homem-Aranha aparece em Lego Marvel Super Heroes: Avengers Reassembled com Benjamin Diskin retomando o papel.

### Aparições em outros Desenhos Animados
- Homem-Aranha aparece no primeiro episódio da série animada da Mulher-Aranha de 1979.
- As séries animadas dos X-Men e Quarteto Fantástico dos anos 90 tem a versão de Spider-Man: The Animated Series fazendo breves aparições.
- Homem-Aranha participou de alguns episódios da série animada The Avengers: Earth's Mightiest Heroes com destaque para o episódio "Novos Vingadores", quando ele junto com outros heróis derrotaram Kang e ao final recrutado como membro reserva. Ele também participou da batalha final contra Galactus no final da série.
- A versão de Ultimate Spider-Man participa em alguns episódios das séries Hulk e os Agentes de S.M.A.S.H. e Os Vingadores Unidos.
- Participou do especial Phineas e Ferb: Mission Marvel quando, junto com o Homem de Ferro, Thor e Hulk, vão para Danville após Dr. Doofenshmirtz acidentalmente remover seus poderes e imobilizá-los. Phineas e Ferb se unem aos Super-Heróis da Marvel para ajudá-los a recuperar seus poderes e derrotar os vilões.
- Homem-Aranha aparece com frequência no anime Marvel Disk Wars: The Avengers.
- Na série animada What If...?, o Homem-Aranha do Universo Cinematográfico Marvel é um dos personagens no episódio baseado em Zumbis Marvel.

### Séries de televisão  live-action
- Em 1977, Nicholas Hammond estrelava como Peter Parker na série live-action O Homem Aranha.[6]
- Em 1978, a empresa japonesa Toei criou uma série Tokusatsu chamado Spiderman (Supaidaman, no original). Apesar de uniforme idêntico, Spiderman tinha uma história e modus operandi totalmente diferente de sua contraparte original, a começar que sua identidade era Takuya Yamashiro. Homem-Aranha utilizava robô gigante (mecha) e combatia monstros.[7]

## Filmes
Os direitos de adaptação do Homem-Aranha pertencem à Sony Pictures Entertainment, divisão do conglomerado Sony encabeçada pelo estúdio Columbia Pictures, que as adquiriu da Metro-Goldwyn-Mayer no fim dos anos 90..

### TrilogiaHomem-Aranha(2002-2007)

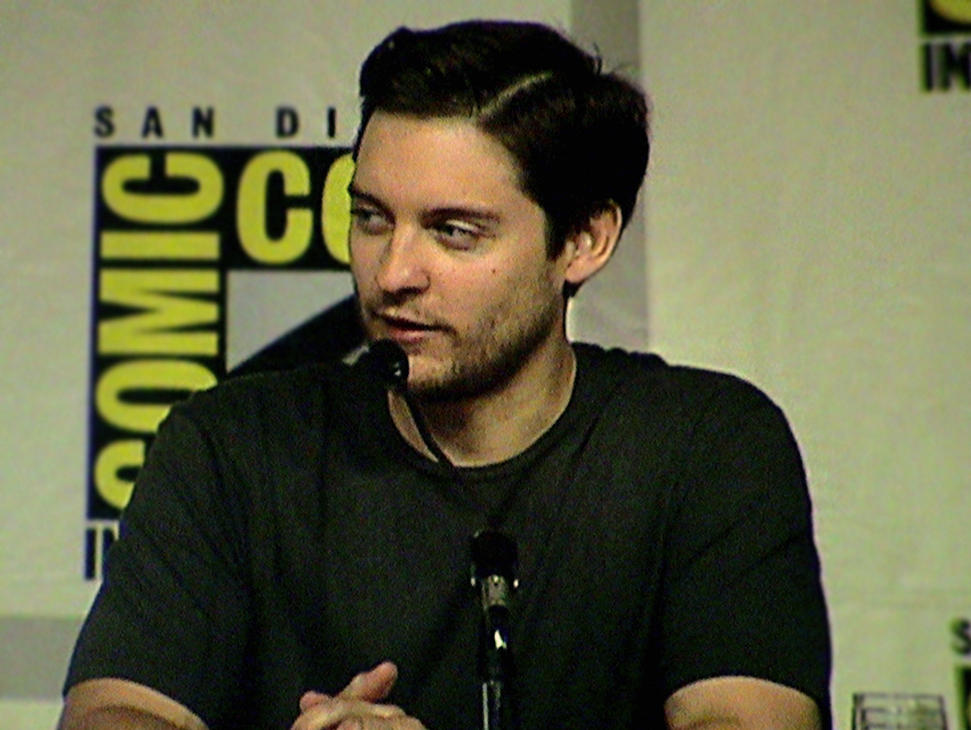
Tobey Maguire

O Homem-Aranha foi adaptado pelas telas em três filmes dirigidos por Sam Raimi e protagonizados por Tobey Maguire.
- Homem-Aranha (2002), no qual Peter Parker ganha poderes após ser picado por uma aranha geneticamente modificada, e enfrenta o vilão Duende Verde (Willem Dafoe).
- Homem-Aranha 2 (2004), no qual a vida de Peter vira um caos, e o cientista Otto Octavius (Alfred Molina) acaba por se tornar o vilão Doutor Octopus, após um experimento fracassado.
- Homem-Aranha 3 (2007), no qual Peter tem sua vida alterada após um extraterrestre se unir a seu uniforme, e enfrenta o criminoso Homem-Areia/Flint Marko (Thomas Haden Church), assassino de seu tio Ben, bem como seu amigo Harry Osborn, o novo Duende Verde (James Franco), quer vingar a morte de seu pai, e Eddie Brock/Venom (Topher Grace), um repórter rival que se une ao extraterrestre.

### RebootO Espetacular Homem-Aranha(2012-2014)
Com a ameaça dos direitos do personagem reverterem para a Marvel, que já tinha criado a divisão de cinema Marvel Studios para fazer as próprias adaptações, e Sam Raimi não conseguido colocar um quarto filme em produção a tempo, em 2010 a Sony cancelou o projeto, e anunciou um novo filme recontando as origens do herói, dirigido por Marc Webb e estrelando Andrew Garfield. Os planos da Sony eram de quatro filmes, mas desistiram devido ao desempenho do segundo filme.

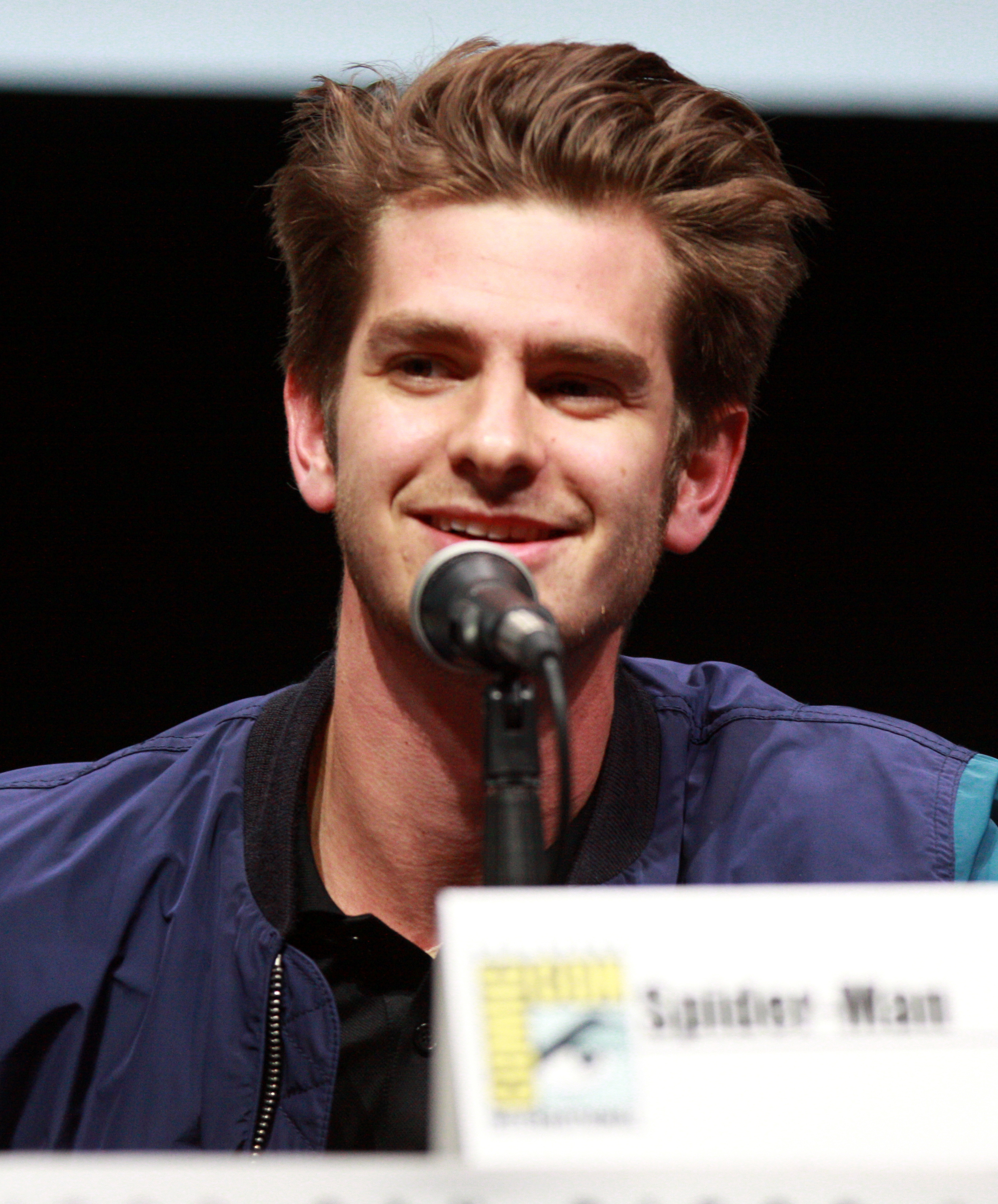
Andrew Garfield

- O Espetacular Homem-Aranha (2012) conta novamente a origem do Homem-Aranha, com Peter Parker ganhando seus poderes ao ser picado por uma aranha geneticamente modificada, e tentando descobrir a verdade sobre o desaparecimento de seus pais com um antigo amigo deles o Dr. Curt Connors, o que levará a um conflito com seu alter ego, o Lagarto. Peter mostra ser um adolescente muito incomodado e inseguro, mas, tudo isso muda quando ele começa a se aproximar de Gwen Stacy porém é forçado a se distanciar dela no final quando o capitão Stacy pede a Peter que prometa ficar longe de Gwen.

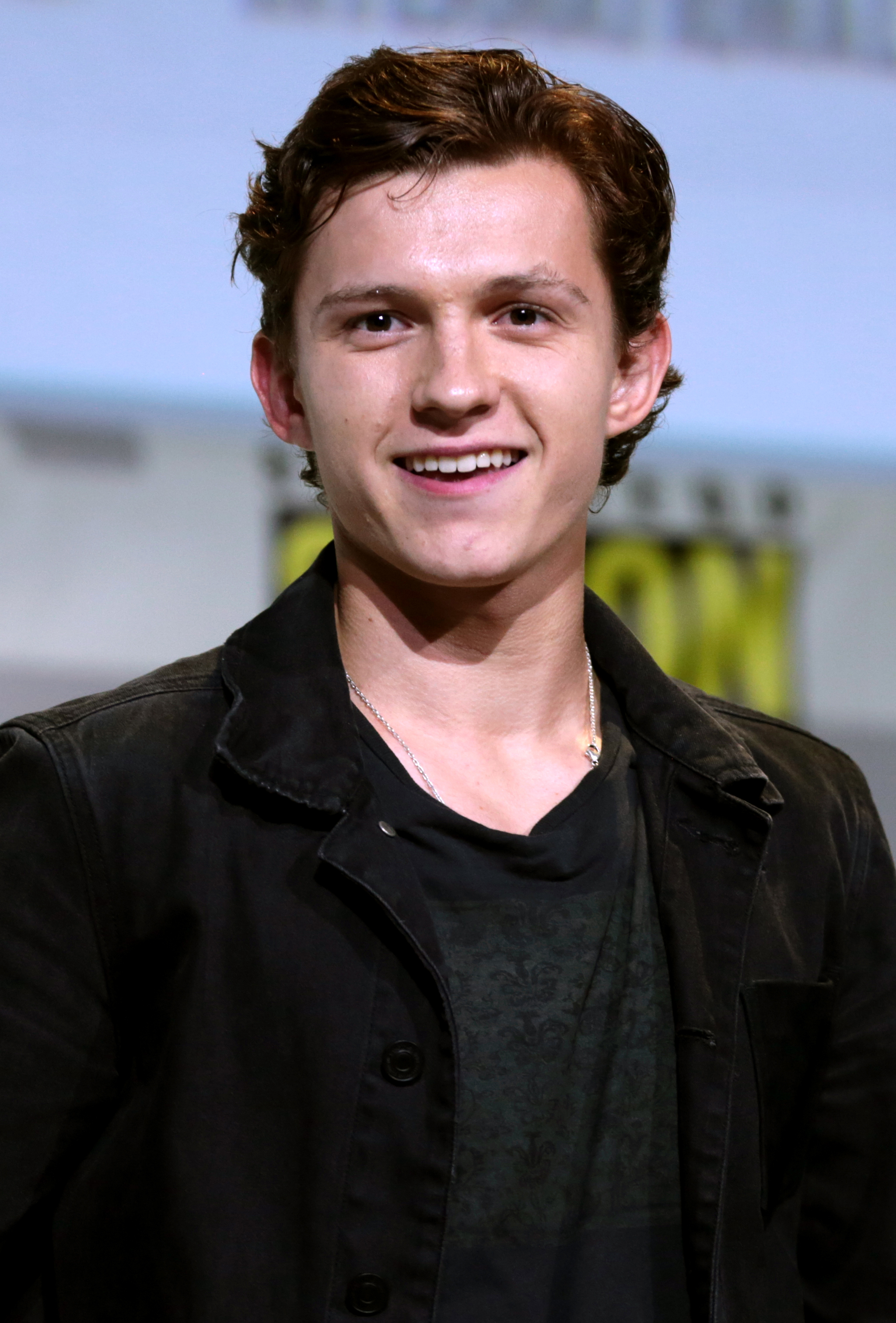
Tom Holland

- O Espetacular Homem-Aranha 2: A Ameaça de Electro (2014) tem Peter e Gwen se formando do colégio e fazendo planos para a faculdade. Enquanto Peter continua investigando a morte dos pais, é forçado a tentar proteger Gwen quando um fã do Aranha, Max Dillon, se torna o vilão Electro (Jamie Foxx), que acaba por receber apoio de um antigo amigo de Peter, Harry Osborn (Dane DeHaan), recém-empossado presidente da Oscorp que se transforma no Duende Verde tentando se curar da doença genética que já matou o pai Norman (Chris Cooper).

### Universo Marvel Cinematográfico (2016-presente)
Em 2015, a Sony decidiu firmar um acordo com a Marvel Studios para introduzir o Homem-Aranha no Universo Marvel Cinematográfico. Interpretado por Tom Holland, o herói tem sua primeira aparição em Capitão América: Guerra Civil, lançado em 2016. Além de ser um dos heróis em Vingadores: Guerra Infinita (2018) e Vingadores: Ultimato (2019), o Homem-Aranha ganhou uma trilogia de filmes próprios dirigida por Jon Watts.
- Homem-Aranha: De Volta ao Lar (2017) tem Peter lutando para conciliar o ensino médio com a carreira de Homem-Aranha quando descobre um grupo de traficantes de armas liderado por Adrian Toomes (Michael Keaton) que criou maquinário avançado a partir da tecnologia largada por vilões derrotados pelos Vingadores.
- Homem-Aranha: Longe de Casa (2019) vê Peter indo em uma excursão escolar pela Europa que esbarra em monstros elementais sendo combatidos pelo herói de outra dimensão Quentin Beck, o Mystério (Jake Gyllenhaal). Porém tal história é uma farsa criada por Beck, um ex-funcionário do Homem de Ferro tentando se vingar do falecido herói mirando no adolescente que se tornou seu protegido.
- Homem-Aranha: Sem Volta para Casa (2021) começa com Mystério revelando publicamente a identidade do Homem-Aranha, o que acaba prejudicando a vida de Peter e todos próximos a ele. Uma tentativa do Doutor Estranho de fazer a população esquecer que Peter é o Aranha é atrapalhada por Peter e acaba por fraturar o Multiverso e trazer pessoas ligadas ao Homem-Aranha de outras realidades, no caso as duas continuidades anteriores - inicialmente, os vilões Duende Verde, Doutor Octopus, Homem-Areia, Lagarto e Electro, para depois se descobrir que as encarnações do Aranha interpretadas por Tobey Maguire e Andrew Garfield também vieram.

### Animações
- A Sony Pictures Animation lançou em 2018 Spider-Man: Into the Spider-Verse, uma animação estrelada por variadas encarnações do Homem-Aranha.[10] Nela, Peter Parker morre espancado pelo Rei do Crime diante dos olhos de Miles Morales, que também adquiriu poderes aracnídeos. Os experimentos do vilão eventualmente trazem de outros universos Peter B. Parker, que é mais velho e amargurado; a Mulher-Aranha Gwen Stacy; o Homem-Aranha Noir que é investigador em um universo monocromático; a jovem de um universo futurista Peni Parker, que usa o robô-aranha Sp//dr; e o cartunesco Porco-Aranha.
- A continuação Spider-Man: Across the Spider-Verse (Part One), que traz de volta Miles, Gwen e Peter B. Parker, que se unem ao Homem-Aranha 2099 e à Mulher-Aranha, está marcada para estrear em 2022.

## Teatro
Spider-Man Live! - A Stunt Spectacular é a primeira adaptação da personagem para o teatro. É um espetáculo "ao vivo" de longa duração. Estreou nos Estados Unidos em 2002. O show combina efeitos visuais de última geração, ilusões de ótica, acrobacias, malabarismo em trapézios, pirotecnia e multimídia.
Estreou no Brasil em outubro de 2009 com o nome O Homem-Aranha - Ação e Aventura como parte da Turnê Latino-Americana do espetáculo. As apresentações no Ginásio do Ibirapuera foram vistas por mais de 50 mil pessoas.
Ambientado na década de 1960 O Homem-Aranha - Ação e Aventura é baseada nos quadrinhos da personagem, mas não ignora os filmes. A trilha sonora foi produzida especialmente para o show. Todos os personagens clássicos estão presente como Tia May, Mary Jane, J. Jonas Jameson e os vilões Doutor Octopus, Duente Verde, Electro, dentre vários outros.
Em 2011 estreou oficialmente na Broadway o musical Spider-Man: Turn Off the Dark, com música de Bono Vox e The Edge. O espetáculo, no entanto, já era previamente apresentado desde novembro de 2010.

## Jogos eletrônicos
É extensa a lista de jogos com o Homem-Aranha. Houve adaptações para praticamente todas as plataformas, desde o Atari 2600 ao PlayStation 5. Abaixo, uma lista do mais recente para o mais antigo.
| Título                                                           | Ano  | Plataforma | Produtora                    | Observação |
| ---------------------------------------------------------------- | ---- | --- | ---------------------------- | --- |
| Spider-Man 2                                                     | 2023 | PlayStation 5 | Insomniac Games              | |
| Spider-Man: Miles Morales                                        | 2020 | PlayStation 5 e PlayStation 4 | Insomniac Games              | Expansão Autônoma do jogo de 2018 |
| Spider-Man                                                       | 2018 | PlayStation 4 | Insomniac Games              | Este é o primeiro jogo eletrônico do Homem-Aranha publicado pela Sony Interactive Entertainment |
| The Amazing Spider-Man 2                                         | 2014 | PlayStation 3, PlayStation 4, Xbox 360, Xbox One, Wii U, PC, Nintendo 3DS, Android e iOS                                                   | Activision, Beenox           | É baseado no filme O Espetacular Homem-Aranha 2 (2014) |
| The Amazing Spider-Man                                           | 2012 | PlayStation 3, Xbox 360, PC, Wii, Wii U, Nintendo DS, Nintendo 3DS, PlayStation Vita, Android, iOS, BlackBerry 10, Windows Phone 8, Mobile | Activision, Beenox           | É baseado no filme O Espetacular Homem-Aranha (2012) |
| Spider-Man: Edge of Time                                         | 2011 | Wii, Xbox 360, PlayStation 3, PC | Activision, Beenox           | O Homem-Aranha 2099 e o Homem-Aranha original estão tendo seus universos misturados então eles se unem para reverter essa situação                                                                                  |
| Spider-Man: Shattered Dimensions                                 | 2010 | Nintendo DS, Wii, Xbox 360, PlayStation 3, PC,                                                                                             | Activision, Beenox           | Conta com quatro versões do herói, a original (Amazing), Ultimate, 2099, e Noir. |
| Spider-Man: Web of Shadows                                       | 2008 | Nintendo DS, Wii, Xbox 360, Windows, PlayStation 3, PlayStation 2, PlayStation Portable                                                    | Activision                   | Três versões diferentes, uma para DS, outra para PSP e PS2 e a dos outros consoles. |
| Spider-Man: Friend or Foe                                        | 2007 | PlayStation 2, Wii, Windows, Xbox 360, DS, PSP                                                                                             | Activision                   | Duas versões diferentes, uma portátil e outra para consoles. |
| Spider-Man 3                                                     | 2007 | PlayStation 3, Windows, Xbox 360, PlayStation 2, Wii, Nintendo DS, Game Boy Advance                                                        | Activision                   | Baseado no terceiro filme; Treyarch desenvolveu as versões de PS3 & Xbox 360 (e também a do PC, convertida pela Beenox) e Vicarious Visions, a de Wii, PS2 & PSP, a de Nintendo DS e GBA; PS3 teve versão limitada. |
| Ultimate Spider-Man                                              | 2005 | GameCube, PlayStation 2, Windows, Xbox, DS, GBA                                                                                            | Activision                   | Baseado na encarnação do herói em Ultimate Marvel; Duas versões diferentes, uma portátil e outra para consoles; PS2 teve versão limitada                                                                            |
| Spider-Man 2: The Hero Returns                                   | 2005 | Brew, J2ME | Sony Pictures Mobile         | |
| Spider-Man 2                                                     | 2004 | GameCube, PlayStation 2, PSP, Xbox, Macintosh, Windows, Nintendo DS, N-Gage                                                                | Activision                   | Baseado no segundo filme; versão de PC diferente das de outros consoles |
| Spider-Man: The Movie                                            | 2002 | GameCube, PlayStation 2, Windows, Xbox, Game Boy Advance                                                                                   | Activision                   | Baseado no primeiro filme; Treyarch desenvolveu a versão de consoles, Digital Eclipse a de GBA. |
| Spider-Man: Mysterio's Menace                                    | 2001 | Game Boy Advance | Activision                   | |
| Spider-Man 2: The Sinister Six                                   | 2001 | Game Boy Color | Activision                   | |
| Spider-Man 2: Enter Electro                                      | 2001 | PlayStation | Activision                   | |
| Spider-Man                                                       | 2000 | Dreamcast, Macintosh, Nintendo 64, PlayStation, Windows, Game Boy Color                                                                    | Activision Publishing, Inc.  | O primeiro jogo do Aranha em 3D, e também o primeiro após uma crise financeira na Marvel. Originalmente desenvolvido pela Neversoft para PlayStation.                                                               |
| The Amazing Spider-Man: Web of Fire                              | 1996 | Sega 32X | Sega                         | |
| Marvel Comics Spider-Man: The Sinister Six                       | 1996 | DOS, Windows, Windows 3.x | Byron Preiss Multimedia      | |
| Spider-Man & Venom: Separation Anxiety                           | 1995 | Mega Drive, SNES, Windows | Acclaim Entertainment        | O jogo permitia jogar com Homem-Aranha e Venom simultaneamente, num jogo estilo Final Fight. |
| The Amazing Spider-Man: Lethal Foes                              | 1994 | SNES | Epoch                        | Lançado apenas no Japão |
| Spider-Man & Venom: Maximum Carnage                              | 1994 | Genesis, SNES | Acclaim Entertainment        | O jogo permitia jogar com Homem-Aranha ou Venom, num jogo estilo Final Fight. |
| The Amazing Spider-Man 3: Invasion of the Spider-Slayers         | 1993 | Game Boy | LJN                          | |
| Spider-Man: The Animated Series                                  | 1993 | Mega Drive, SNES | Acclaim Entertainment        | |
| Spider-Man and the X-Men: Arcade's Revenge                       | 1992 | Game Boy, Game Gear, Genesis, SNES | Flying Edge, Inc.            | Para um jogador, o game consistia em várias fases, cada uma delas estreladas pelo Homem-aranha ou por um dos X-Men.                                                                                                 |
| Spider-Man: Return of the Sinister Six                           | 1992 | Game Gear, NES, Sega Master System | Flying Edge, Inc.            | |
| The Amazing Spider-Man 2                                         | 1992 | Game Boy | LJN                          | |
| The Amazing Spider-Man                                           | 1990 | Game Boy | LJN                          | |
| The Amazing Spider-Man                                           | 1990 | Amiga | Oxford Digital Enterprises   | |
| The Amazing Spider-Man vs. The Kingpin                           | 1990 | Game Gear, Genesis, Sega CD, SEGA Master System                                                                                            | Flying Edge, Inc.            | Um dos primeiros jogos para o Mega Drive. Apresenta a primeira aparição em games de diversos inimigos do Aranha. |
| The Amazing Spider-Man and Captain America in Dr. Doom's Revenge | 1989 | Amiga, Amstrad CPC, Atari ST, Commodore 64, DOS, ZX Spectrum                                                                               | Medalist International       | |
| The Amazing Spider-Man                                           | 1989 | Amiga, Atari ST, Commodore 64, DOS | Paragon Software Corporation | |
| Spider-Man                                                       | 1984 | Atari 8-bit, Browser, Commodore 64, DOS, ZX Spectrum                                                                                       | Load'N'Go Software           | |
| Spider-Man                                                       | 1982 | Atari 2600, Odyssey 2 | Parker Brothers              | Primeiro game com Homem-Aranha. |

### Aparições em outros jogos
- No jogo Shinobi, para Arcade e Master System, alguns inimigos do segundo estágio são cópias de Homem-Aranha, porém sem detalhes.
- O feito foi repetido em The Revenge of Shinobi, para Mega Drive, e num dos estágios finais o protagonista enfrenta um chefe que indubitavelmente é Homem-Aranha. A desenvolvedora Sega o fez pois tinha autorização da Marvel para criar o jogo The Amazing Spider-Man vs. The Kingpin, levando a um copyright na abertura do jogo.[12]
- O Homem-Aranha aparece como uma personagem selecionável em vários jogos de luta da Capcom que envolvem heróis da Marvel, como Marvel Super Heroes de 1995 (mais tarde transposto para Sega Saturn e PlayStation), Marvel Super Heroes vs. Street Fighter em 1997, Marvel vs. Capcom: Clash of Super Heroes em 1998, Marvel vs. Capcom 2: New Age of Heroes em 2000, Marvel vs. Capcom 3: Fate of Two Worlds em 2010, e Marvel vs. Capcom: Infinite em 2017.
- O jogo de ação para Super Nintendo Marvel Super Heroes: War of the Gems (1996) tinha Homem-Aranha dentre os personagens jogáveis, além de Homem de Ferro, Capitão América, Hulk e Wolverine.
- É um dos personagens jogáveis em Marvel Nemesis: Rise of the Imperfects.
- Em Marvel: Ultimate Alliance, o Aranha é jogável em todas as plataformas, sendo que seu ataque extremo é o Bungee Bash. E suas roupas são: Classic (uniforme original), Symbionte (uniforme negro), Scarlet Spider (Aranha Escarlate) e Stark Armor (Aranha-de-Ferro). Também comparece na continuação Marvel: Ultimate Alliance 2.
- Em Tony Hawk's Pro Skater 2, o Homem-Aranha é um dos personagens escondidos.[13]
- Na festa Marvel:Batalha de Super Herois do jogo Club Penguin, o traje do Homem-Aranha está disponível.
- É um personagem jogável em Disney Infinity 2.0: Marvel Super Heroes.
- Homem-Aranha é jogável em vários jogos de celular centrados nos personagens da Marvel, como Marvel: Future Fight e Marvel Puzzle Quest.